# Lauri Saxén

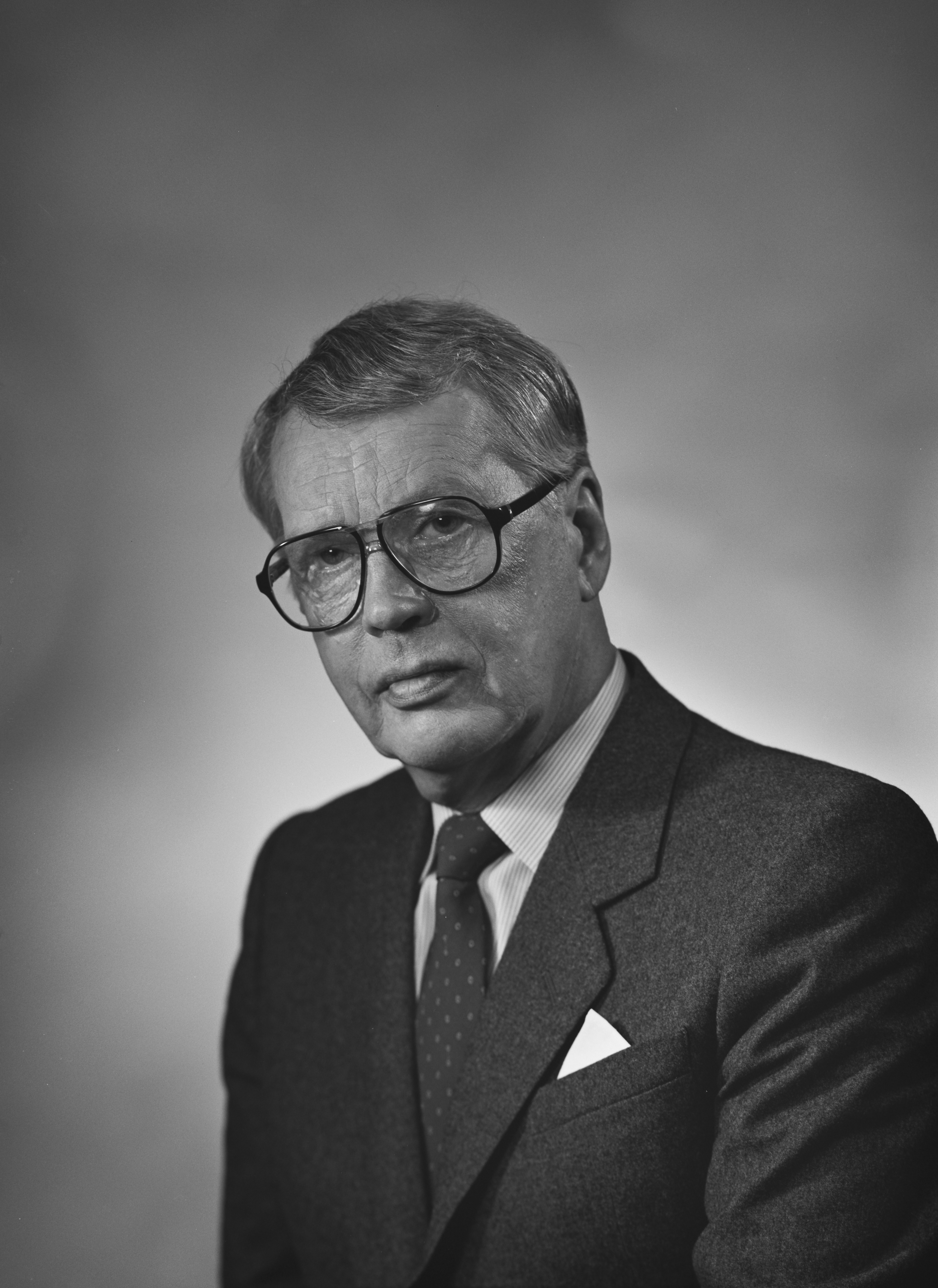
Lauri Saxén år 1987.

Lauri Otto Saxén, född 27 juli 1927 i Helsingfors, död där 10 oktober 2005, var en finländsk läkare, son till läkaren Arno Saxén.
Saxén blev medicine och kirurgie doktor 1954 och filosofie licentiat 1962. Han var 1959–1968 sekreterare vid Finlands Akademi och 1967–1993 personell extra ordinarie professor i experimentell patologi vid Helsingfors universitet, universitetets kansler 1993–1996.
Saxén publicerade uppmärksammade undersökningar om embryonalutvecklingen, speciellt induktionen av organ; utgav tillsammans med Sulo Toivonen bland annat boken Primary embryonic induction (1962). Bland hans övriga verk kan nämnas memoarboken Sammakkolääkäri (2000). Han erhöll Matti Äyräpää-priset 1975.